# Кандауровка (Оренбургская область)
Кандауровка — село в Курманаевском районе Оренбургской области России. Административный центр и единственный населённый пункт Кандауровского сельсовета.

## География
Село находится в западной части Оренбургской области, в пределах Восточно-Европейской равнины, в степной зоне, на правом берегу реки Бузулук, на расстоянии примерно 1 километра (по прямой) к югу от села Курманаевки, административного центра района. Абсолютная высота — 78 метров над уровнем моря.
Климат
Климат характеризуется как резко континентальный, засушливый, с морозной зимой и жарким летом. Среднегодовая температура составляет 3,5 °C. Средняя температура воздуха самого тёплого месяца (июля) — 21 — 21,5 °C (абсолютный максимум — 38 °C); самого холодного (января) — −14,5 °C (абсолютный минимум — −42 °C). Среднегодовое количество атмосферных осадков составляет 300—400 мм..
Часовой пояс
Село Кандауровка, как и вся Оренбургская область, находится в часовой зоне МСК+2. Смещение применяемого времени относительно UTC составляет +5:00.

## Население
| 2010 | 2012 | 2013 | 2014 | 2015 | 2016 | 2017 |
| ---- | ---- | ---- | ---- | ---- | ---- | ---- |
| 893  | ↘884 | ↘866 | ↘855 | ↘838 | ↘828 | ↘801 |
| 2018 | 2019 | 2020 | 2021 |      |      |      |
| ↗815 | ↗828 | ↘810 | ↘806 |      |      |      |

Гендерный состав
По данным Всероссийской переписи населения 2010 года в гендерной структуре населения мужчины составляли 47 %, женщины — соответственно 53 %.
Национальный состав
Согласно результатам переписи 2002 года, в национальной структуре населения русские составляли 95 % из 1108 чел.